# Centro Comercial Dembel
El Centro Comercial Dembel es el segundo centro comercial más grande de Adís Abeba, la ciudad capital del país africano de Etiopía. Ubicado en el centro de la ciudad a menos de 3 millas del Aeropuerto Internacional de Bole, Dembel fue uno de los primeros centros comerciales de estilo occidental en abrir en Etiopía. Se trata de una estructura de doce plantas construida en 2007 con 123 espacios designados para su uso como tiendas, comercios y oficinas de negocios. Actualmente[¿cuándo?] cuenta con cerca de 105 tiendas, restaurantes, galerías y otras tiendas abiertas para los negocios. 